# Єдлянка-Нова
Єдлянка-Нова (пол. Jedlanka Nowa) — село в Польщі, у гміні Ілжа Радомського повіту Мазовецького воєводства.
Населення — 155 осіб (2011).
У 1975-1998 роках село належало до Радомського воєводства.

## Демографія
Демографічна структура станом на 31 березня 2011 року:
|          | Загалом | Допрацездатний вік | Працездатний вік | Постпрацездатний вік |
| -------- | ------- | ------------------ | ---------------- | -------------------- |
| Чоловіки | 85      | 22                 | 52               | 11                   |
| Жінки    | 70      | 15                 | 33               | 22                   |
| Разом    | 155     | 37                 | 85               | 33                   |